# Daniel Fernholm
Daniel Oscar Alexander Lundqvist Fernholm, född 20 december 1983 i Stockholm, är en svensk före detta ishockeyspelare. Fernholms moderklubb är Huddinge IK. Han spelade juniorishockey med Mora IK och debuterade i klubbens seniorlag i Hockeyallsvenskan säsongen 2000/01. Säsongen därpå anslöt han till Djurgårdens IF, där han debuterade i SHL säsongen 2003/04.
Vid NHL-draften 2002 valdes Fernholm i den fjärde rundan, som nummer 101 totalt, av Pittsburgh Penguins. Inför säsongen 2005/06 försökte Fernholm slå sig in i Penguins trupp, utan att lyckas. Han fick istället spela för farmarklubben Wilkes-Barre/Scranton Penguins i AHL, samt Wheeling Nailers i ECHL. Efter två säsonger i Nordamerika återvände han till Djurgården, innan han under tre säsonger spelade för seriekonkurrenten Linköping HC – som han tog ett SM-silver med säsongen 2007/08.
Säsongerna 2010/11 och 2011/12 representerade Fernholm fyra olika klubbar: HK Neftechimik Nizjnekamsk, HK Dinamo Minsk och Atlant Mytisjtji i KHL, samt HIFK i FM-ligan. Därefter återvände han till Sverige och spelade under en säsong för HV71, för att säsongen därpå spela i Nationalliga A med Rapperswil-Jona Lakers och HIFK i FM-ligan. Fernholm återvände till Djurgårdens IF inför säsongen 2014/15. Han hann dock endast spela tio matcher för laget innan han ådrog sig en svår hjärnskakning som senare ledde till att han tvingades avsluta sin ishockeykarriär.
Fernholm gjorde debut i Sveriges landslag i april 2005. Han blev uttagen att spela två VM-turneringar: 2008 i Kanada och 2011 i Slovakien, där han tilldelades ett silver.

## Karriär

### Klubblagskarriär
Fernholm påbörjades sin karriär som ishockeyspelare i moderklubben Huddinge IK. Vid 16 års ålder spelade han juniorishockey för Mora IK och säsongen 2000/01 gjorde han debut med klubbens seniorlag i Hockeyallsvenskan. Han spelade dock endast en match för A-laget då resten av säsongen spolierades på grund av en knäskada. Därefter flyttade han till Djurgårdens IF och spelade med klubbens J20-lag, innan han återvände till Huddinge IK säsongen 2002/03, som då huserade i Hockeyallsvenskan. 2002 blev han vald vid NHL Entry Draft i den fjärde rundan av Pittsburgh Penguins, som 101:e spelare totalt. Säsongen 2003/04 startade han i Hammarby Hockey innan han skrev kontrakt med Djurgårdens IF i Elitserien. I april 2004 förlängde han avtalet med Djurgården med ytterligare två år. Totalt spelade han 68 matcher med Djurgården innan han avslutade säsongen 2004/05 med spel i Italienska HC Bolzano i Serie A.
I augusti 2005 skrev Fernholm på ett treårskontrakt med Pittsburgh Penguins i NHL. Han misslyckades dock att ta en plats i laget och skickades därför ned till klubbens farmarlag Wilkes-Barre/Scranton Penguins i AHL. Han spelade totalt 27 matcher i AHL och spelade också för Wheeling Nailers i ECHL. Efter att ha startat säsongen 2006/07 med Nailers, återvände han till Sverige då han i november 2006 lånades ut till Djurgårdens IF.
Den 17 juni 2007 meddelades det att Fernholm skrivit på ett treårskontrakt med Linköping HC. Debutsäsongen blev Fernholms poängmässigt bästa säsong då han på 54 matcher noterades för 29 poäng (8 mål, 21 assist) och därmed blev lagets poängmässigt främste back. Han blev fyra i backarnas poängliga i grundserien. I slutspelet tog sig Linköping till final, där man dock föll mot HV71 med 4–2 i matcher. På 16 matcher stod Fernholm för tio poäng (tre mål, sju assist) och blev trea i backarnas poängliga. Säsongen därpå ådrog han sig bland annat en handskada, vilket gjorde att han missade delar av säsongen. Totalt spelade han 40 grundseriematcher. Efter säsongen 2009/10 löpte Fernholms kontrakt med Linköping ut och i mitten av april 2010 meddelades det att han skrivit på för HK Neftechimik Nizjnekamsk i ryska KHL.
Fernholm hann endast producera tre assistpoäng på 18 matcher för Nizjnekamsk innan han sparkades av klubben i november 2010. Nytt kontrakt skrevs i slutet av november 2010 med seriekonkurrenten HK Dinamo Minsk.  Den 26 januari 2011 gjorde han sitt första mål i KHL, på Christopher Holt, då Minks föll mot Dinamo Riga med 4–3. Fernholm avslutade grundserien med att göra poäng fem matcher i följd. Totalt stod han för sju poäng på 21 grundseriematcher (ett mål, sex assist). I augusti 2011 skrev Fernholm ett ettårsavtal med Atlant Mytisjtji, med vilka han endast spelade tio matcher. Mytisjtji bröt kontraktet med Fernholm i oktober 2011 och senare samma månad meddelade finska HIFK att man värvat honom.
Efter en säsong i Finland återvände Fernholm till Sverige då han skrivit ett ettårsavtal med HV71. På 43 grundseriematcher noterades han för 16 poäng. I slutspelet slogs laget ut i kvartsfinal av Linköping HC med 4–1 i matchserien. Fernholm erbjöds därefter inte någon förlängning av sitt kontrakt och skrev därför ett tvåmånadersavtal med den Schweiziska klubben Rapperswil-Jona Lakers i september 2013. När kontraktet sedan löpte ut återvände Fernholm till HIFK i Finland.
Efter sju säsonger i andra klubbar så meddelades det den 21 juli 2014 att Fernholm återvänt till Djurgårdens IF i SHL, då han skrivit ett tvåårsavtal med klubben. Den 16 oktober samma år ådrog sig Fernholm en hjärnskakning efter att ha blivit tacklad av Johan Forsberg i en match mot Luleå HF. Matchen kom att bli Fernholms sista då hjärnskakningen höll Fernholm borta från spel resten av säsongen. I september 2015 meddelade han att han inte skulle komma att spela någon ishockey alls under säsongen 2015/16 och att han brutit sitt avtal med Djurgården. Totalt noterades han för 299 grundseriematcher i SHL och noterades för 110 poäng (31 mål, 79 assist).

### Landslagskarriär
Daniel Fernholm debuterade den 7 april 2005 i Tre Kronor under en träningsmatch mot Tyskland som Sverige förlorade med 2–0. Den 16 december 2006 gjorde Fernholm sitt första landslagsmål, under Channel One Cup, då han öppnade målskyttet i en match som Sverige vann med 7–5 mot Tjeckien.
2008 blev Fernholm uttagen att spela sitt första VM, som avgjordes i Kanada. Sverige lyckades ta sig igenom båda gruppspelsrundorna och slog sedan ut Tjeckien i kvartsfinal. Därefter föll Sverige mot Kanada och Finland i semifinal respektive bronsmatch och slutade därmed fyra i turneringen. På åtta matcher noterades Fernholm för tre assistpoäng. Fernholm gjorde sin andra och sista VM-turnering 2011 i Slovakien. I öppningsmatchen förlorade Sverige mot Norge för första gången någonsin i VM-sammanhang. Man tog sig vidare till slutspel och tog sig också till final sedan man slagit ut Tyskland och Tjeckien i kvarts- och semifinal. I finalen föll man mot Finland med 6–1 efter att ha förlorat den sista perioden med hela 5–0.

## Statistik

### Klubbkarriär
| 2000–01    | Mora IK                    | HA         | 2   | 0  | 0  | 0   | 0   | —  | — | —  | —  | —  |
| 2002–03    | Huddinge IK                | HA         | 39  | 6  | 10 | 16  | 20  | 2  | 1 | 0  | 1  | 0  |
| 2003–04    | Djurgårdens IF             | Elitserien | 34  | 4  | 7  | 11  | 28  | 4  | 0 | 0  | 0  | 4  |
| 2003–04    | Hammarby IF                | HA         | 15  | 1  | 3  | 4   | 6   | —  | — | —  | —  | —  |
| 2004–05    | Djurgårdens IF             | Elitserien | 31  | 3  | 2  | 5   | 22  | 11 | 0 | 0  | 0  | 14 |
| 2004–05    | HC Bolzano                 | Serie A    | 7   | 0  | 2  | 2   | 2   | —  | — | —  | —  | —  |
| 2005–06    | WBS Penguins               | AHL        | 27  | 1  | 6  | 7   | 10  | —  | — | —  | —  | —  |
| 2005–06    | Wheeling Nailers           | ECHL       | 29  | 2  | 4  | 6   | 20  | 9  | 1 | 3  | 4  | 6  |
| 2006–07    | Wheeling Nailers           | ECHL       | 13  | 0  | 3  | 3   | 14  | —  | — | —  | —  | —  |
| 2006–07    | Djurgårdens IF             | Elitserien | 32  | 4  | 12 | 16  | 16  | —  | — | —  | —  | —  |
| 2007–08    | Linköping HC               | Elitserien | 54  | 8  | 21 | 29  | 28  | 16 | 3 | 7  | 10 | 20 |
| 2008–09    | Linköping HC               | Elitserien | 40  | 5  | 8  | 13  | 22  | 7  | 2 | 2  | 4  | 6  |
| 2009–10    | Linköping HC               | Elitserien | 52  | 3  | 16 | 19  | 42  | 12 | 0 | 2  | 2  | 12 |
| 2010–11    | HK Neftechimik Nizjnekamsk | KHL        | 18  | 0  | 3  | 3   | 10  | —  | — | —  | —  | —  |
| 2010–11    | HK Dinamo Minsk            | KHL        | 21  | 1  | 6  | 7   | 16  | 7  | 0 | 0  | 0  | 4  |
| 2011–12    | Atlant Mytisjtji           | KHL        | 10  | 0  | 0  | 0   | 14  | —  | — | —  | —  | —  |
| 2011–12    | HIFK                       | FM-ligan   | 40  | 3  | 10 | 13  | 48  | 4  | 0 | 0  | 0  | 0  |
| 2012–13    | HV71                       | Elitserien | 43  | 4  | 12 | 16  | 36  | 5  | 0 | 1  | 1  | 2  |
| 2013–14    | Rapperswil-Jona Lakers     | NLA        | 15  | 0  | 2  | 2   | 10  | —  | — | —  | —  | —  |
| 2013–14    | HIFK                       | FM-ligan   | 36  | 2  | 8  | 10  | 20  | 2  | 0 | 0  | 0  | 2  |
| 2014–15    | Djurgårdens IF             | SHL        | 10  | 0  | 1  | 1   | 12  | —  | — | —  | —  | —  |
| SHL totalt | SHL totalt                 | SHL totalt | 299 | 31 | 79 | 110 | 206 | 55 | 5 | 12 | 17 | 58 |

### Internationellt
| År            | Lag           | Turnering     | Matcher | Mål | Assists | Poäng | Utv. |
| ------------- | ------------- | ------------- | ------- | --- | ------- | ----- | ---- |
| 2008          | Sverige       | VM            | 8       | 0   | 3       | 3     | 4    |
| 2011          | Sverige       | VM            | 9       | 0   | 1       | 1     | 4    |
| Senior totalt | Senior totalt | Senior totalt | 17      | 0   | 4       | 4     | 8    |